# Minicassette

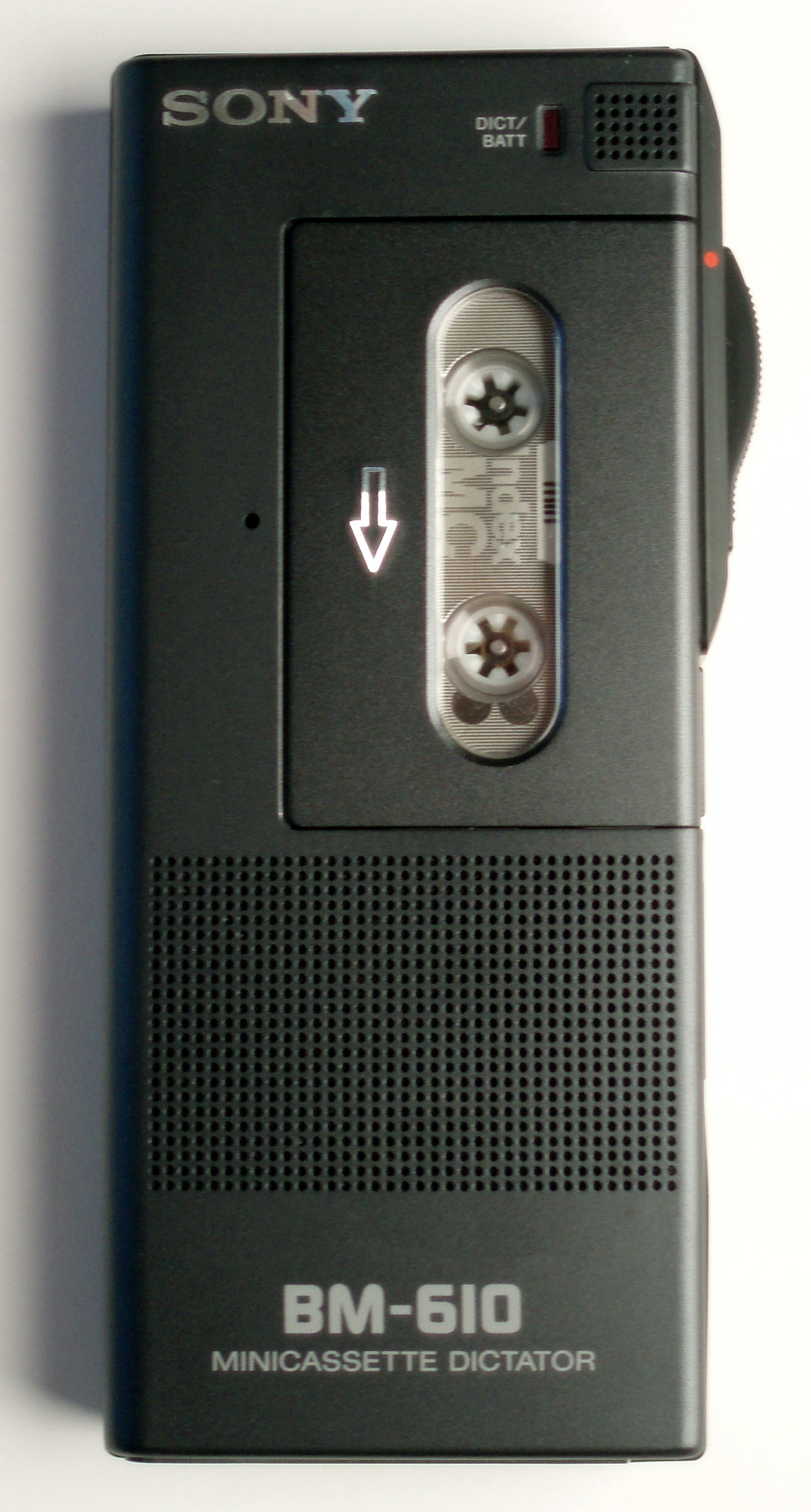
Diktiergerät (Dictaphon) für Minikassetten von Sony

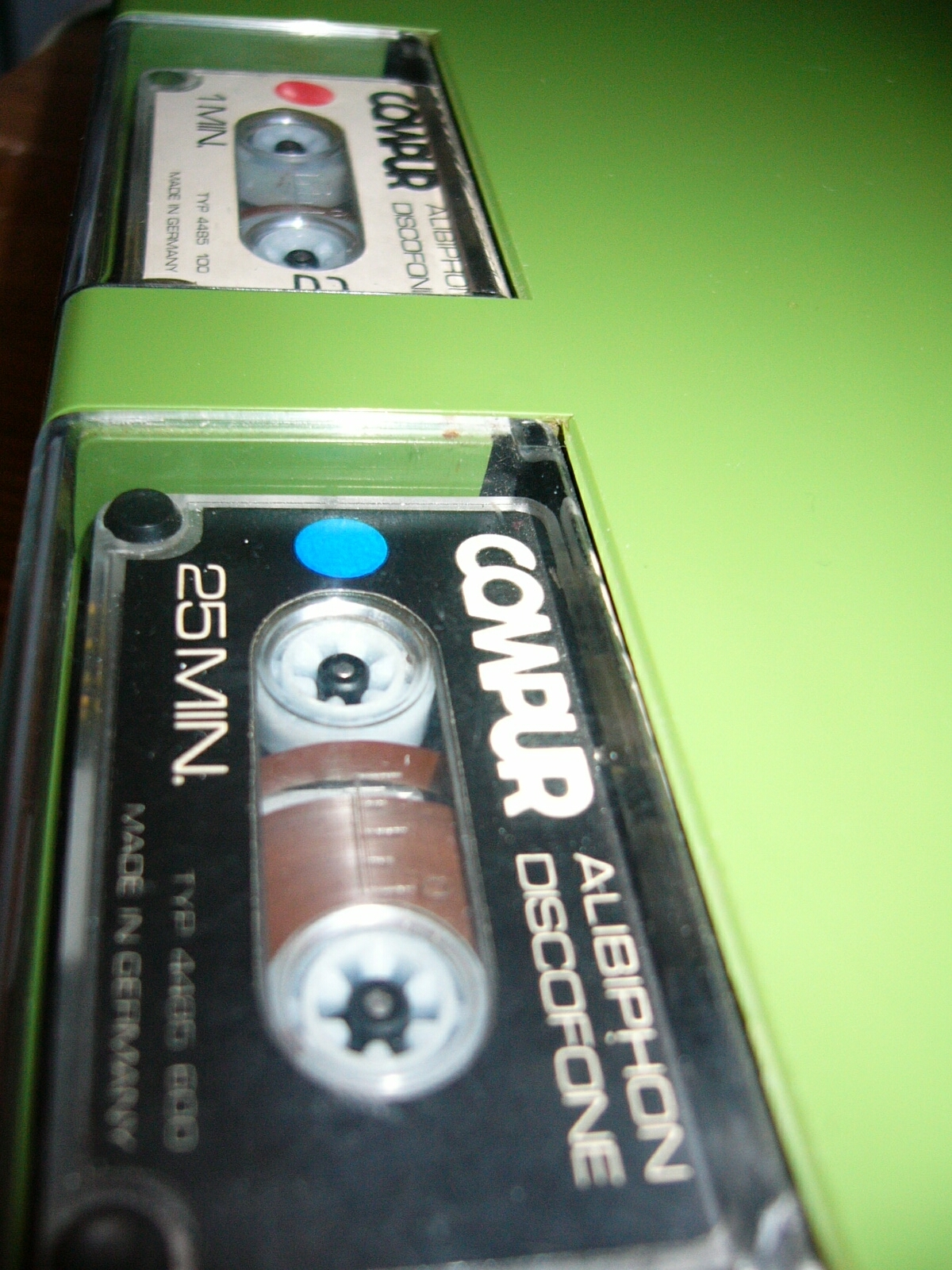
Minikassetten als Speichermedien in einem Anrufbeantworter

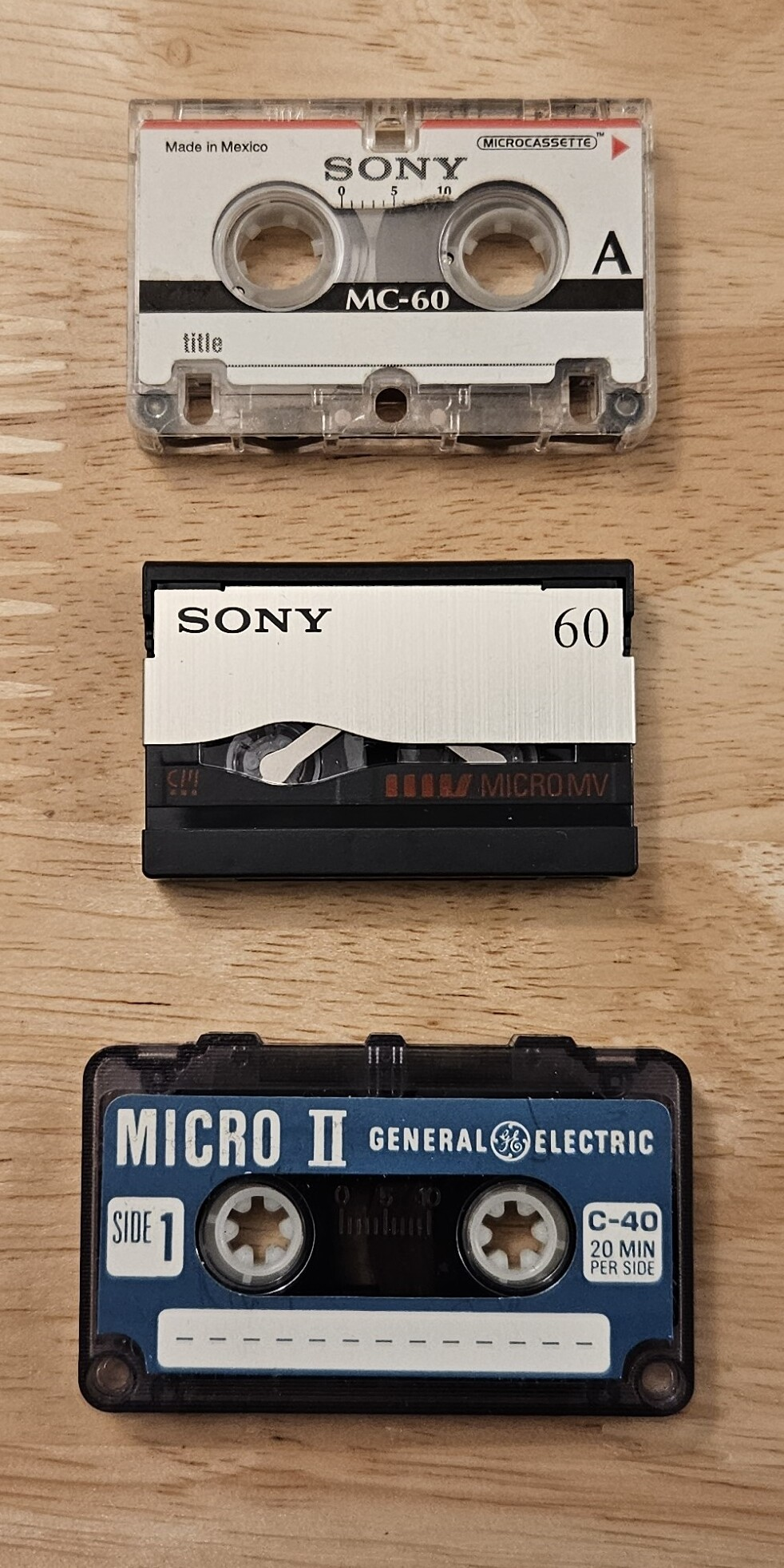
Microcassette, MicroMV und Minicassette

Die Minicassette (auch Minikassette) ist ein elektromagnetisches Speichermedium (Tonträger) zur analogen Aufnahme und Wiedergabe von Audiosignalen. Sie wurde von Philips entwickelt und erstmals 1967 vorgestellt. Sie ist eine kleine Version der 1963 ebenfalls von Philips vorgestellten Compact Cassette. Von dieser unterscheidet sie sich durch das wesentlich kompaktere Gehäuse mit den Abmessungen 56 mm × 33 mm (nach DIN 32750).
Für die Minicassette entwickelte Geräte arbeiten mit einer Bandgeschwindigkeit von nur 2,4 cm/s (zum Vergleich 4,75 cm/s bei üblichen Kassettenrekordern). Dadurch sind trotz  kleiner Abmessungen recht lange Aufnahmezeiten möglich, jedoch wird der nutzbare Frequenzbereich stark eingeschränkt. 
Da bei der Minicassette kein Capstan-Antrieb verwendet wird und die Bandförderung lediglich durch den Wickelantrieb erfolgt, sind Aufnahmen auf Minicassetten aufgrund des nicht definierten Bandabstandes zum Tonkopf sowie der leicht schwankenden Bandgeschwindigkeit hauptsächlich als Tonträger für Sprache verwendbar, etwa in Anrufbeantwortern und Diktiergeräten. Weitere Anwendung fand sie ab Ende der 1970er Jahre als Datenträger für Computer (Philips P2000). 
Bis heute (2011) sind Cassetten mit einer Spielzeit von 2 × 15 und 2 × 30 Minuten erhältlich. (Typen 005 und 007)
Ähnliche Entwicklungen sind die 1969 von Olympus vorgestellte Mikrocassette und die in den 1970er Jahren von Grundig eingeführte Steno-Cassette 30 (siehe Grundig Business Systems).
MicroMV ist ein Videokassettenstandard von Sony für ultrakompakte Camcorder mit ähnlicher Größe und 60 Minuten Spielzeit.